# Trioza eugenioides
Trioza eugenioides är en insektsart som beskrevs av Crawford 1917. Trioza eugenioides ingår i släktet Trioza och familjen spetsbladloppor. Inga underarter finns listade i Catalogue of Life.